# Bourdettes
Pour les articles homonymes, voir Bourdettes.
Bourdettes (en béarnais Bordetas ou Bourdétes) est une commune française, située dans le département des Pyrénées-Atlantiques en région Nouvelle-Aquitaine.

## Géographie

### Localisation
La commune de Bourdettes se trouve dans le département des Pyrénées-Atlantiques, en région Nouvelle-Aquitaine.
Elle se situe à 16 km par la route de Pau, préfecture du département, et à 2 km de Nay, bureau centralisateur du canton d'Ouzom, Gave et Rives du Neez dont dépend la commune depuis 2015 pour les élections départementales. 
La commune fait en outre partie du bassin de vie de Pau.
Les communes les plus proches sont : 
Arros-de-Nay (1,0 km), Baudreix (1,8 km), Saint-Abit (1,9 km), Nay (2,1 km), Mirepeix (2,1 km), Pardies-Piétat (2,8 km), Boeil-Bezing (2,9 km), Lagos (4,3 km).
Sur le plan historique et culturel, Bourdettes fait partie de la province du Béarn, qui fut également un État et qui présente une unité historique et culturelle à laquelle s’oppose une diversité frappante de paysages au relief tourmenté.

### Communes limitrophes
Les communes limitrophes sont  Arros-de-Nay, Baudreix, Mirepeix et Nay.
|              | Baudreix   |          |
| Arros-de-Nay | Bourdettes | Mirepeix |
|              | Nay        |          |

### Hydrographie

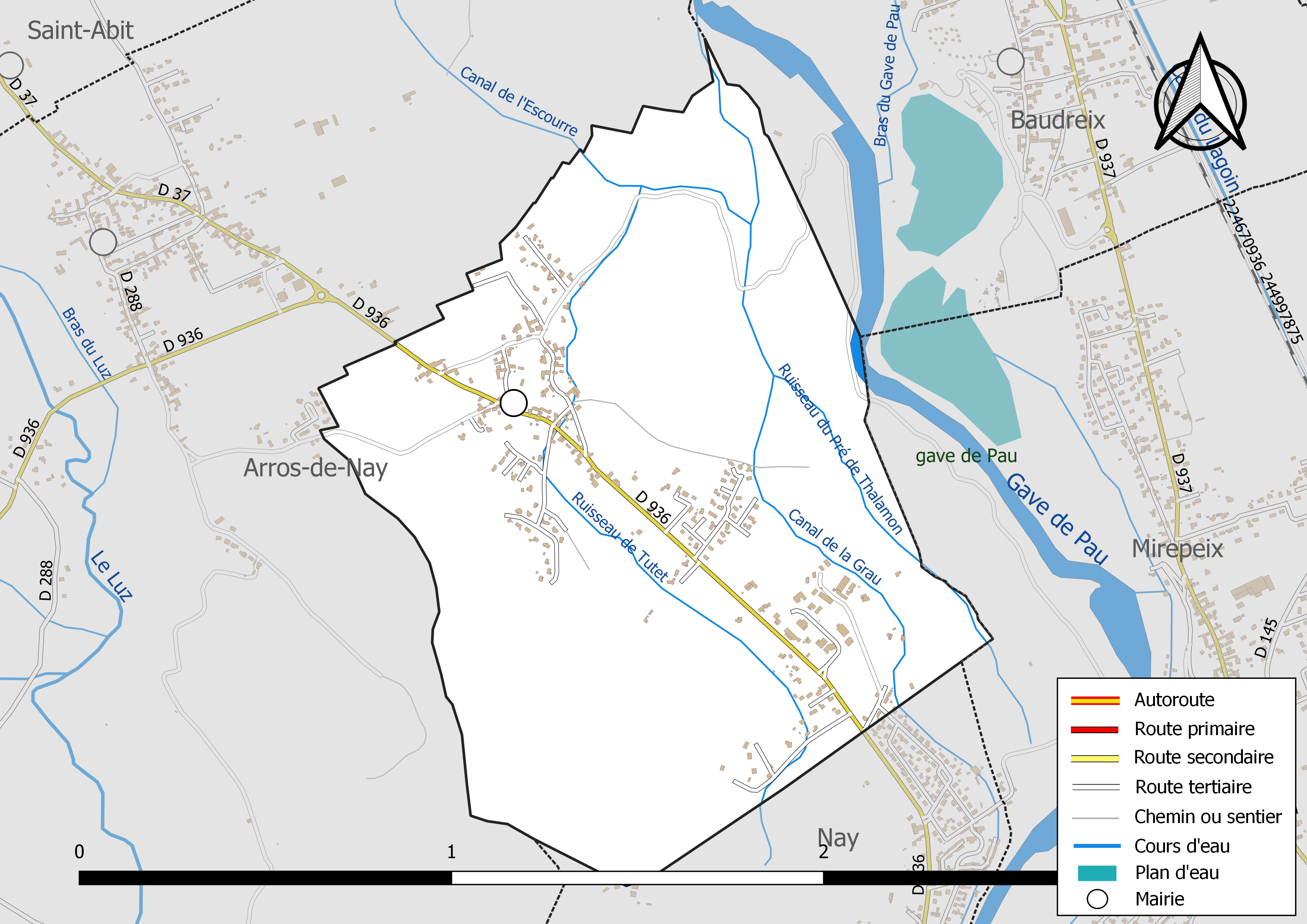
Réseaux hydrographique et routier de Bourdettes.

La commune est drainée par Canal de la Grau, Canal de l'Escourre, le ruisseau de Tutet, le ruisseau du Pré de Thalamon, et par divers petits cours d'eau, constituant un réseau hydrographique de 5 km de longueur totale,.

### Climat
Pour des articles plus généraux, voir Climat de la Nouvelle-Aquitaine et Climat des Pyrénées-Atlantiques.
Historiquement, la commune est exposée à un climat de montagne.  
En 2020, Météo-France publie une typologie des climats de la France métropolitaine dans laquelle la commune est toujours exposée à un climat de montagne et est dans la région climatique Pyrénées atlantiques, caractérisée par une pluviométrie élevée (>1 200 mm/an) en toutes saisons, des hivers très doux (7,5 °C en plaine) et des vents faibles.
Pour la période 1971-2000, la température annuelle moyenne est de 12,9 °C, avec une amplitude thermique annuelle de 13,8 °C. Le cumul annuel moyen de précipitations est de 1 301 mm, avec 11,5 jours de précipitations en janvier et 9,1 jours en juillet. Pour la période 1991-2020, la température moyenne annuelle observée sur la station météorologique la plus proche, située sur la commune de Bénéjacq à 5 km à vol d'oiseau, est de 13,4 °C et le cumul annuel moyen de précipitations est de 1 244,1 mm,. Pour l'avenir, les paramètres climatiques de la commune estimés pour 2050 selon différents scénarios d’émission de gaz à effet de serre sont consultables sur un site dédié publié par Météo-France en novembre 2022.

### Milieux naturels et biodiversité

#### Réseau Natura 2000
Le réseau Natura 2000 est un réseau écologique européen de sites naturels d'intérêt écologique élaboré à partir des Directives « Habitats » et « Oiseaux », constitué de zones spéciales de conservation (ZSC) et de zones de protection spéciale (ZPS).
Un site Natura 2000 a été défini sur la commune au titre de la « directive Habitats » : le « gave de Pau », d'une superficie de 8 194 ha, un vaste réseau hydrographique avec un système de saligues encore vivace,.

## Urbanisme

### Typologie
Au 1er janvier 2024, Bourdettes est catégorisée commune rurale à habitat dispersé, selon la nouvelle grille communale de densité à sept niveaux définie par l'Insee en 2022.
Elle appartient à l'unité urbaine de Pau, une agglomération intra-départementale regroupant 55  communes, dont elle est une commune de la banlieue,,. Par ailleurs la commune fait partie de l'aire d'attraction de Pau, dont elle est une commune de la couronne,. Cette aire, qui regroupe 227 communes, est catégorisée dans les aires de 200 000 à moins de 700 000 habitants,.

### Occupation des sols

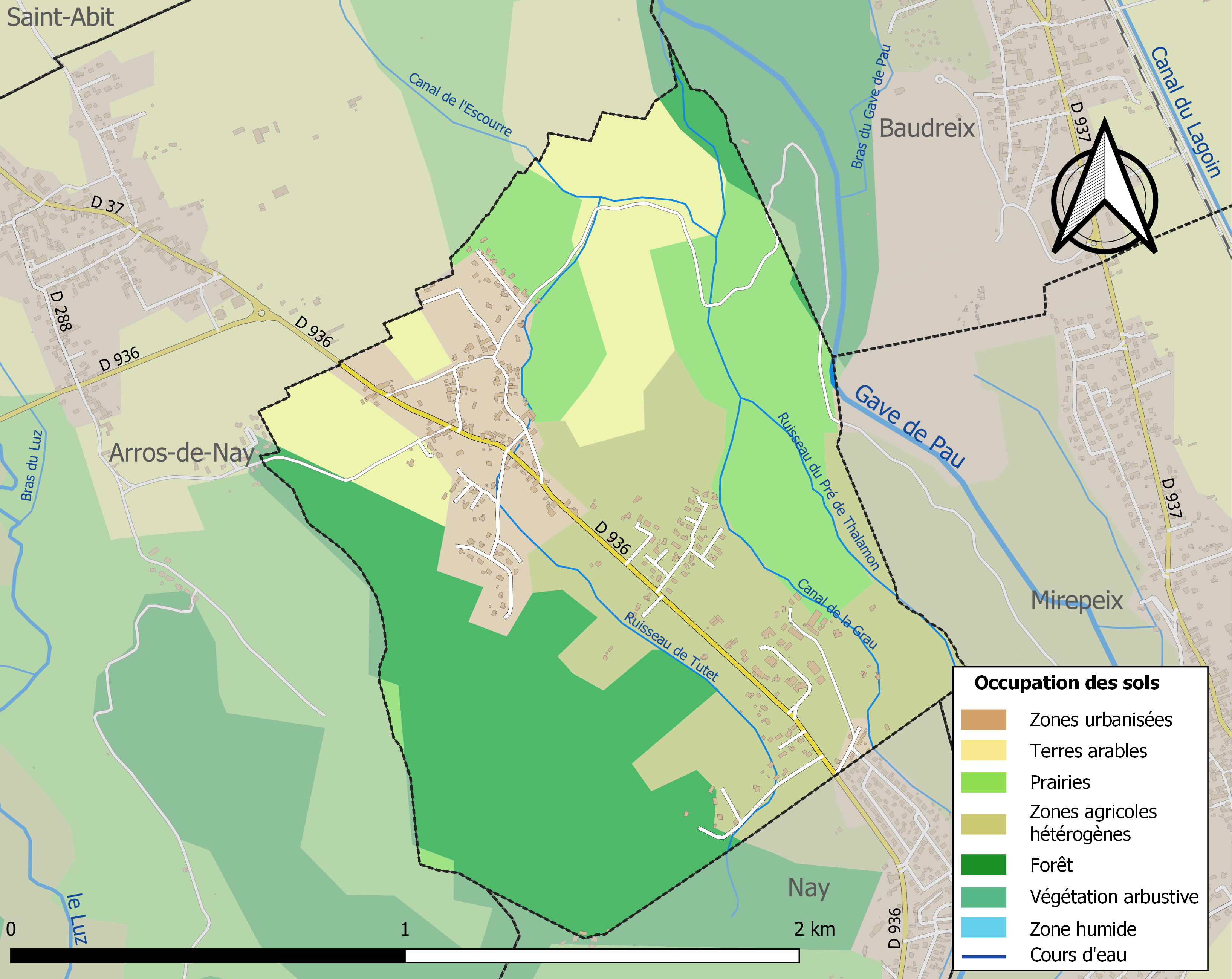
Carte des infrastructures et de l'occupation des sols de la commune en 2018 (CLC).

L'occupation des sols de la commune, telle qu'elle ressort de la base de données européenne d’occupation biophysique des sols Corine Land Cover (CLC), est marquée par l'importance des territoires agricoles (60,1 % en 2018), en augmentation par rapport à 1990 (58,9 %). La répartition détaillée en 2018 est la suivante : 
forêts (28,3 %), zones agricoles hétérogènes (26,5 %), prairies (18,8 %), terres arables (14,7 %), zones urbanisées (11,6 %). L'évolution de l’occupation des sols de la commune et de ses infrastructures peut être observée sur les différentes représentations cartographiques du territoire : la carte de Cassini (XVIIIe siècle), la carte d'état-major (1820-1866) et les cartes ou photos aériennes de l'IGN pour la période actuelle (1950 à aujourd'hui).

### Voies de communication et transports
La commune est desservie par la route départementale 936.

### Risques majeurs
Le territoire de la commune de Bourdettes est vulnérable à différents aléas naturels : météorologiques (tempête, orage, neige, grand froid, canicule ou sécheresse), inondations et séisme (sismicité moyenne). Un site publié par le BRGM permet d'évaluer simplement et rapidement les risques d'un bien localisé soit par son adresse soit par le numéro de sa parcelle.
Certaines parties du territoire communal sont susceptibles d’être affectées par le risque d’inondation par une crue torrentielle ou à montée rapide de cours d'eau. La commune a été reconnue en état de catastrophe naturelle au titre des dommages causés par les inondations et coulées de boue survenues en 1982, 2009 et 2021,.

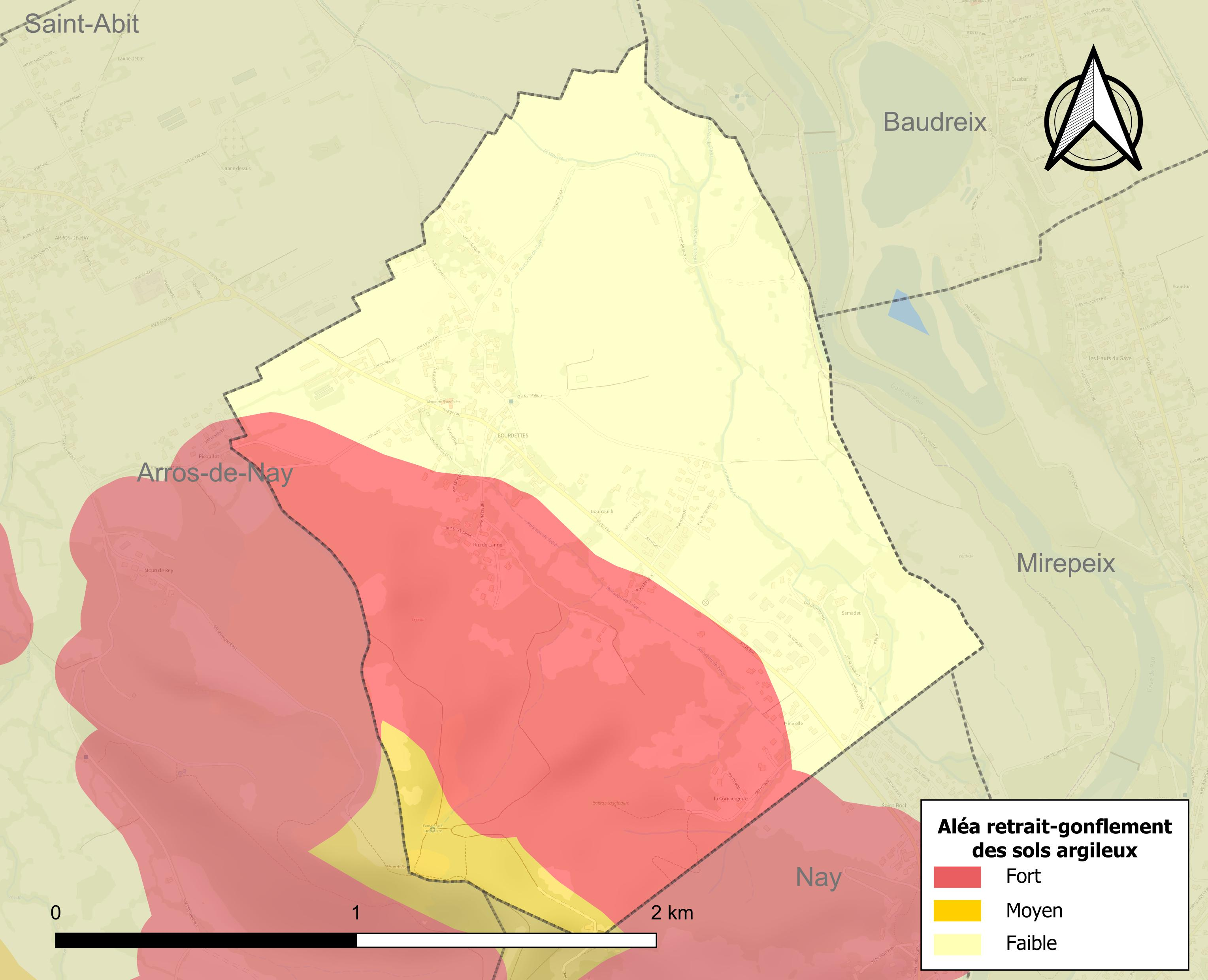
Carte des zones d'aléa retrait-gonflement des sols argileux de Bourdettes.

Le retrait-gonflement des sols argileux est susceptible d'engendrer des dommages importants aux bâtiments en cas d’alternance de périodes de sécheresse et de pluie. 40,5 % de la superficie communale est en aléa moyen ou fort (59 % au niveau départemental et 48,5 % au niveau national). Depuis le 1er octobre 2020, en application de la loi ELAN, différentes contraintes s'imposent aux vendeurs, maîtres d'ouvrages ou constructeurs de biens situés dans une zone classée en aléa moyen ou fort,.

## Toponymie
Le toponyme Bourdettes apparaît sous les formes 
Bordetes (1385, censier de Béarn), 
Bordetas et Bordettes (1538 pour ces deux formes, réformation de Béarn).
Bordetes signifie en béarnais petites granges
Son nom béarnais est Bordetas ou Bourdétes.

## Histoire
Paul Raymond note que la commune comptait une abbaye laïque, vassale de la vicomté de Béarn. Il y avait en 1385 treize feux dans la commune, qui dépendait du bailliage de Pau.

## Politique et administration
| Période                                  | Période  | Identité          | Étiquette | Qualité      |
| ---------------------------------------- | -------- | ----------------- | --------- | ------------ |
| 2001                                     | 2014     | Philippe Bareille |           |              |
| 2014                                     | En cours | Philippe Lacroux  |           | Contremaître |
| Les données manquantes sont à compléter. |          |                   |           |              |

Le 1er janvier 1973 Nay fusionne avec Bourdettes. La nouvelle commune s'appelle Nay-Bourdettes. Bourdettes retrouve son indépendance le 1er janvier 1997.

### Intercommunalité
Bourdettes fait partie de quatre structures intercommunales :
- la communauté de communes du Pays de Nay ;
- le SIVU d'aide à domicile de la plaine de Nay ;
- le syndicat d’eau potable et d’assainissement du Pays de Nay (SEAPAN) ;
- le syndicat intercommunal de défense contre les inondations du gave de Pau.

## Population et société

### Démographie
L'évolution du nombre d'habitants est connue à travers les recensements de la population effectués dans la commune depuis 1793. Pour les communes de moins de 10 000 habitants, une enquête de recensement portant sur toute la population est réalisée tous les cinq ans, les populations de référence des années intermédiaires étant quant à elles estimées par interpolation ou extrapolation. Pour la commune, le premier recensement exhaustif entrant dans le cadre du nouveau dispositif a été réalisé en 2007.

En 2022, la commune comptait 506 habitants, en évolution de −0,98 % par rapport à 2016 (Pyrénées-Atlantiques : +3,78 %, France hors Mayotte : +2,11 %).
| 1793 | 1800 | 1806 | 1821 | 1831 | 1836 | 1841 | 1846 | 1851 |
| ---- | ---- | ---- | ---- | ---- | ---- | ---- | ---- | ---- |
| 263  | 224  | 165  | 265  | 265  | 270  | 274  | 300  | 321  |

| 1856 | 1861 | 1866 | 1872 | 1876 | 1881 | 1886 | 1891 | 1896 |
| ---- | ---- | ---- | ---- | ---- | ---- | ---- | ---- | ---- |
| 294  | 272  | 271  | 259  | 240  | 238  | 239  | 233  | 227  |

| 1901 | 1906 | 1911 | 1921 | 1926 | 1931 | 1936 | 1946 | 1954 |
| ---- | ---- | ---- | ---- | ---- | ---- | ---- | ---- | ---- |
| 224  | 195  | 195  | 194  | 201  | 205  | 186  | 171  | 194  |

| 1962 | 1968 | 1999 | 2006 | 2007 | 2012 | 2017 | 2022 | - |
| ---- | ---- | ---- | ---- | ---- | ---- | ---- | ---- | - |
| 174  | 216  | 321  | 342  | 348  | 477  | 515  | 506  | - |

Bourdettes fait partie de l'aire d'attraction de Pau.

## Économie
La commune fait partie de la zone d'appellation de l'ossau-iraty.

## Culture locale et patrimoine

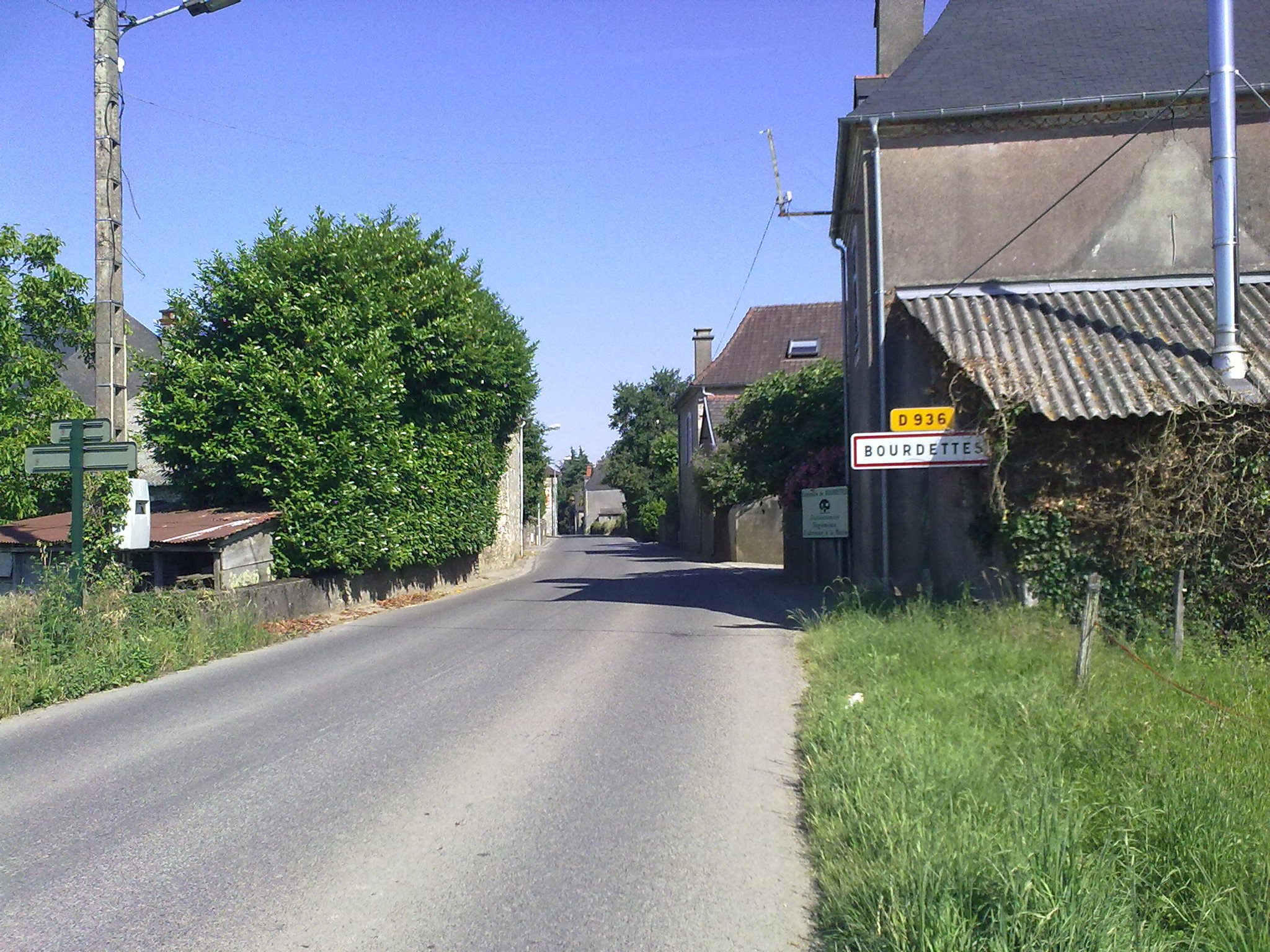
Entrée dans Bourdettes.
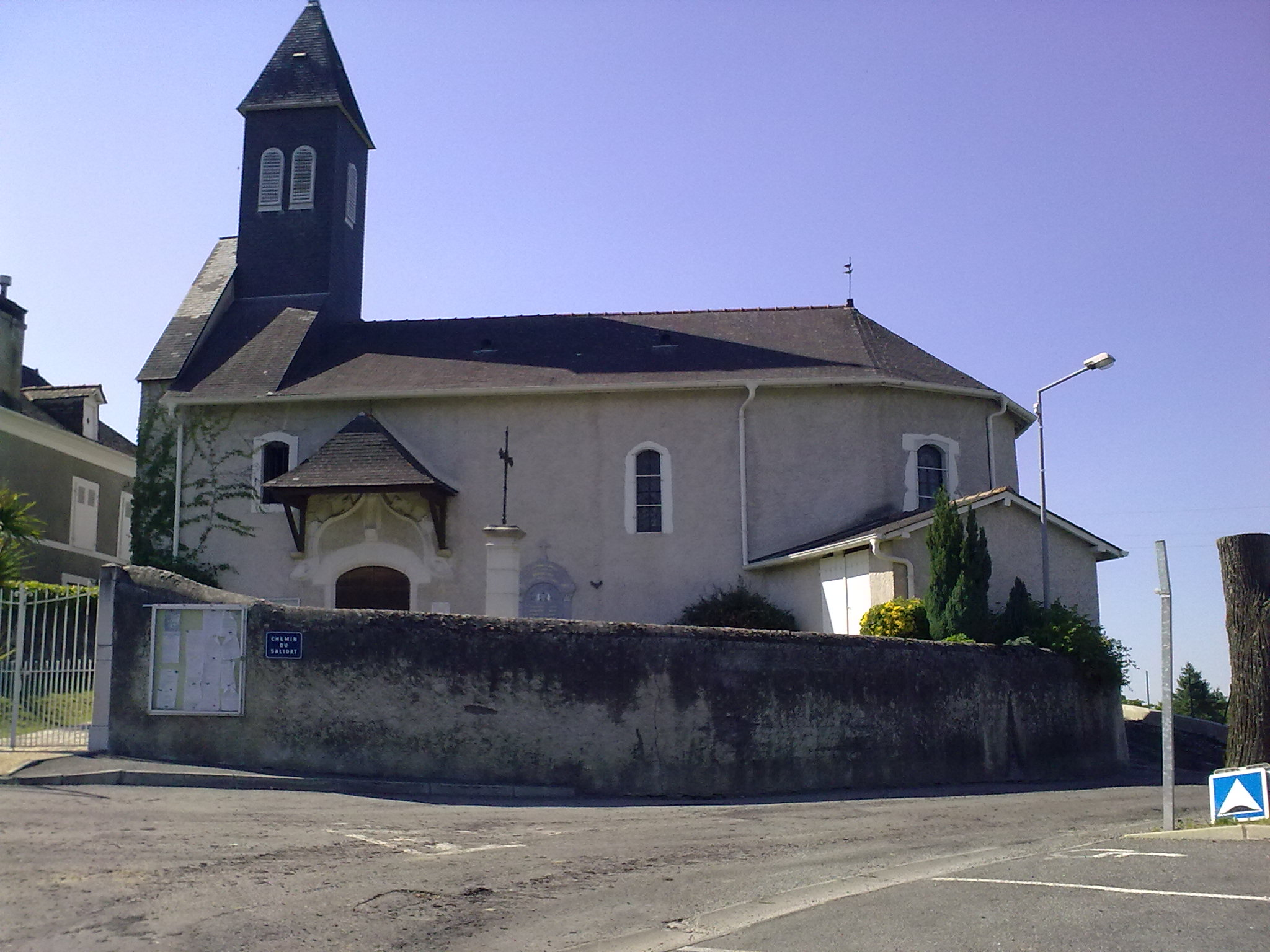
L'église de Bourdettes.

La ville de Bourdettes apparait dans l'Inventaire du patrimoine culturel immatériel en France comme étant lieu de fabrication de sonnailles utilisées notamment lors des transhumances.

### Patrimoine religieux
L'église recèle une vierge à l'enfant du XVIIe siècle.

## Pour approfondir